# Dumitru Mareși
Dumitru Mareși (n. 21 iulie 1945) este un deputat român în legislatura 1990-1992, ales în județul Mehedinți pe listele partidului FSN. Dumitru Mareși a fost membru în grupurile parlamentare de prietenie cu Australia și Republica Federală Germania. Dumitru Mareși a demisionat din Camera Deputaților pe data de 5 mai 1992. 